# Anton Friedrich Spring
Anton Friedrich (Antoine Frédéric) Spring, född 8 april 1814 i Gerolsbach, Bayern, död 17 januari 1872 i Liège, var en tysk läkare och botaniker. Han var far till Walther Spring.
Spring blev filosofie doktor i München 1835, konservator vid därvarande botaniska trädgård och museum, studerade medicin och botanik i Paris och blev 1839 professor först i fysiologi och anatomi, sedan i patologi i Liège. Bland hans arbeten märks främst Über die naturhistorischen Begriffe von Gattung, Art und Abart (1838, prisbelönad skrift) och Monographie de la famille des Lycopodiacées (1842–50).